# Bruno Schlage
Bruno Schlage, född 11 februari 1903 i Trutenau, död 9 februari 1977 i Minden, var en tysk Unterscharführer och Blockführer i Auschwitz under andra världskriget. Vid Första Auschwitzrättegången 1963–1965 dömdes han till sex års fängelse för medhjälp till mord i 80 fall.